# Хто осідлає коня?
«Хто осідлає коня?» — радянський художній фільм 1963 року, знятий на кіностудії «Грузія-фільм».

## Сюжет
У маленькому абхазькому селі живе і трудиться джигіт Алхас Чанба. Навчений життям, Алхас користується авторитетом і повагою серед односельців. Суворий і гордий старий трагічно переживає виїзд у місто своїх синів. Алхасу боляче бачити осиротілий будинок, в якому пройшло все його життя. Алхасу совісно перед односельцями, йому здається, що його сини дезертирували з села в той час, коли саме в рідному селі вони могли б принести найбільшу користь. Дізнавшись про сімейні негаразди свого старшого сина, Алхас бере на виховання онука Бекну, прагнучи зробити з нього лихого наїзника, прищепити йому любов до землі, до праці, виховати в його особі гідного продовжувача славних традицій свого давнього роду.

## У ролях
- Коте Даушвілі — Алхас
- Йосип Гогічайшвілі — Беслан
- Далі Гогеліані — Асіда
- Гурам Ніколаїшвілі — Бекну
- Манана Манагадзе — Квейла
- Отар Мегвінетухуцесі — Гваді Чанба
- Венера Непарідзе — епізод
- Отар Аргуташвілі — епізод
- Ілля Бакакурі — епізод
- Катерина Верулашвілі — епізод
- Мінадора Зухба — епізод
- Нана Кіпіані — епізод
- Віктор Нінідзе — епізод
- Капітон Абесадзе — епізод

## Знімальна група
- Режисер — Шота Манагадзе
- Сценаристи — Олександр Вітензон, Шота Манагадзе, Іван Тарба
- Оператор — Фелікс Висоцький
- Композитор — Реваз Лагідзе
- Художники — Шота Гоголашвілі, Роман Махарадзе